# Indicateur solaire dans l'Égypte antique
Dans l'Égypte antique, dès les années -1500, les jours et les nuits étaient divisés chacun en douze parties[Information douteuse], et ce quelle que soit la durée du jour ou de la nuit. Les Égyptiens essayèrent de mettre au point un instrument indiquant les « heures » du jour. 
Un extrait[Lequel ?] du texte « les prophéties de Néferti » témoigne que cette technique de mesure du temps était déjà connue au Moyen Empire[citation nécessaire].

## Une description égyptienne d'un instrument solaire

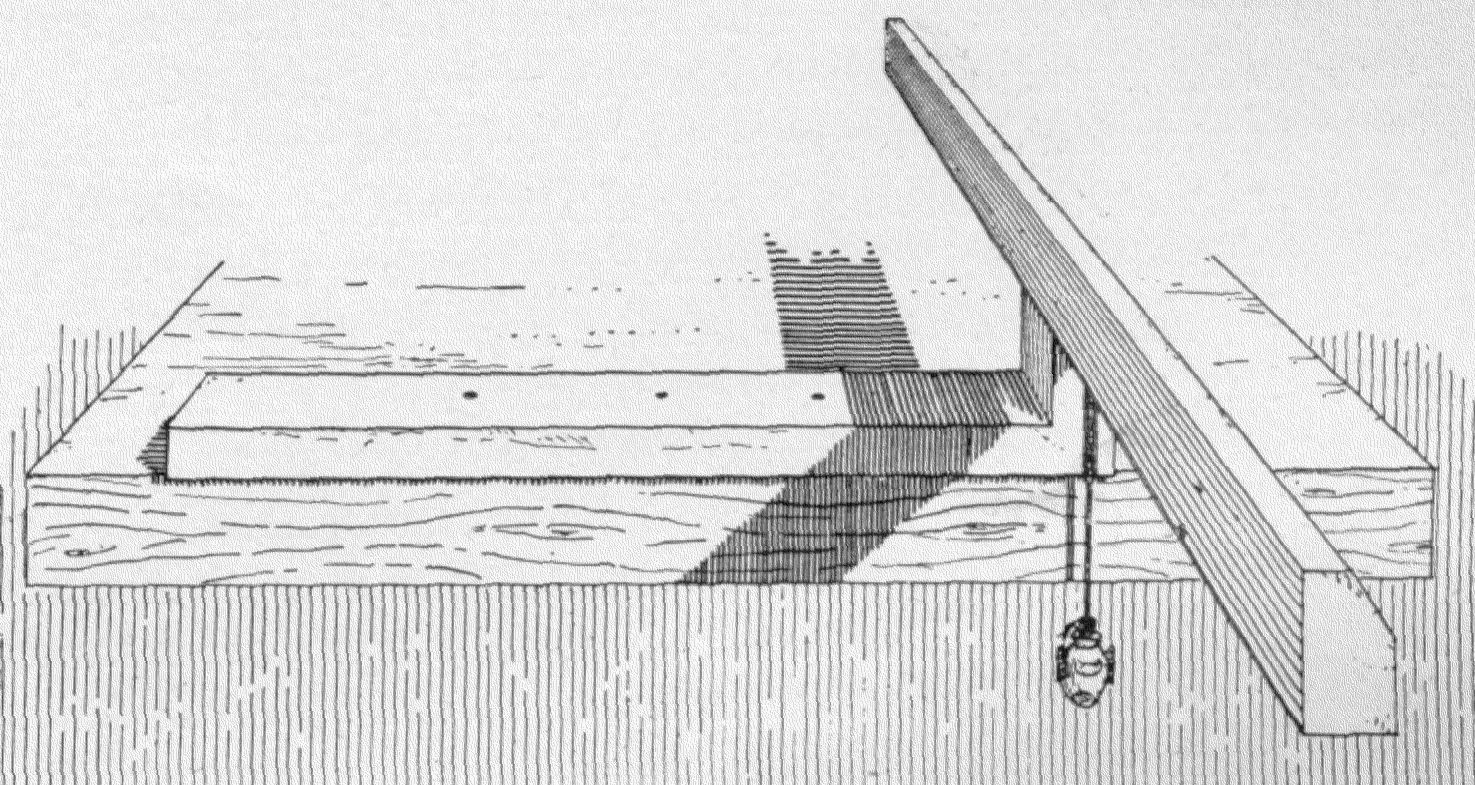
Reconstitution de la pseudo horloge solaire décrite à Abydos (règne de Séthi Ier)

La description d'un pseudo cadran solaire a été découverte dans le cénotaphe de Séthi Ier à Abydos.
Connu par les égyptiens sous le nom de Setjat (sṯȝ.t), l'instrument consistait en une planche allongée placée à l'horizontale (mrtwt) et ayant une longueur de cinq paumes, dont l'une des extrémités était surmontée d'une pièce verticale (tp). À cette dernière était attachée une tige de bois (mrḫt) disposée perpendiculairement au porte-ombre. Quatre marques sur le cadran indiquaient des instants. En graduant arbitrairement la tablette à l'aide de trente unités égales, la première marque était située à douze unités de l'extrémité, la deuxième à vingt et une, la troisième à vingt-sept puis la quatrième à trente unités.
Pour indiquer les quatre premières « heures », la tête devait être orientée vers l'est et la planche soigneusement maintenue horizontale à l'aide d'un fil à plomb accroché à l'extrémité. Ces quatre « heures » passées, la tête était ensuite orientée vers l'ouest afin de mesurer les quatre « heures » suivantes. La mesure était donc limitée à ces huit intervalles. Le texte mentionne deux intervalles précédant la première mesure possible, c'est-à-dire les deux intervalles suivant le lever du soleil et les deux derniers intervalles précédant le coucher.

## Mobilier archéologique

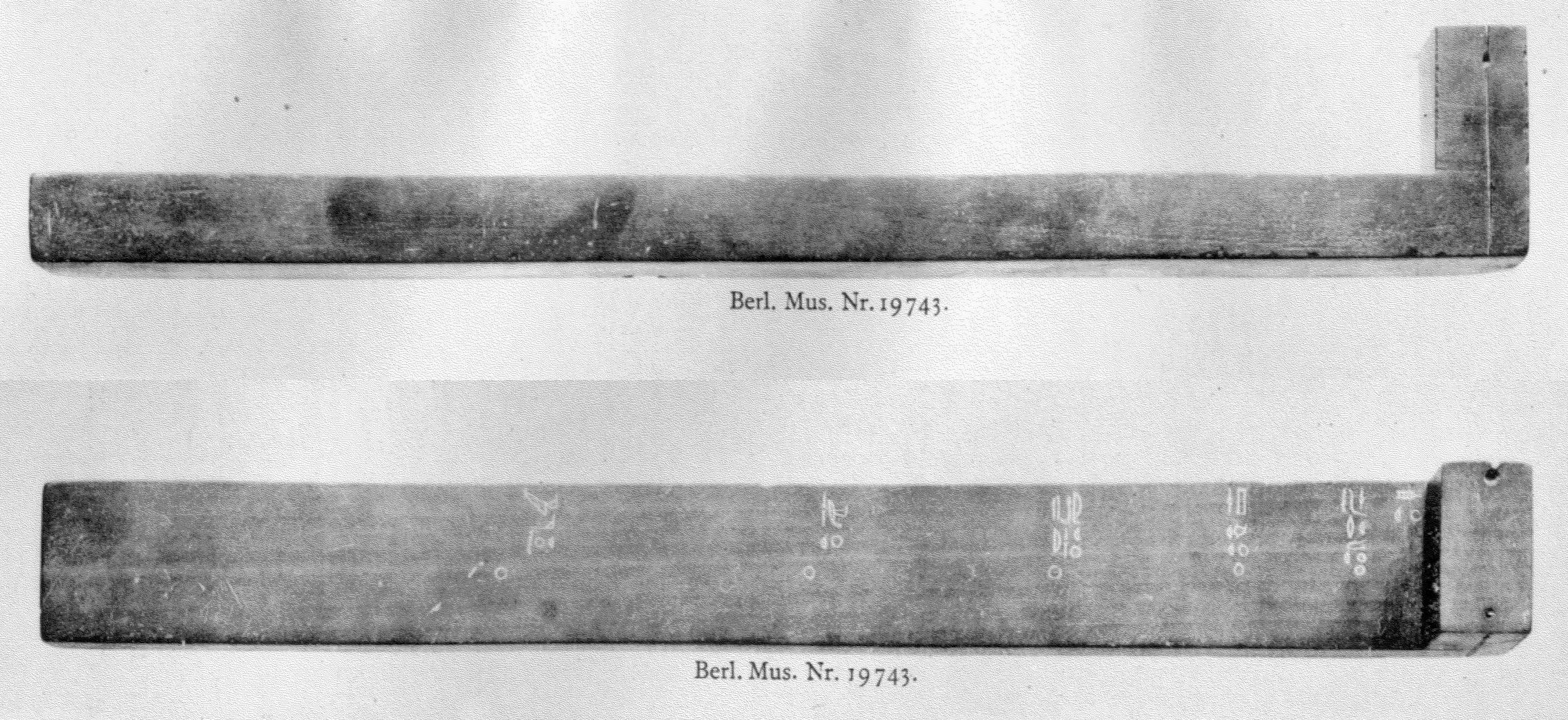
Pseudo horloge solaire égyptienne (Thoutmôsis III)

### Règle en L
Un des plus anciens indicateurs solaires connus, très semblable à celui décrit ci-dessus, date du règne de Thoutmôsis III. Comportant non pas quatre marques mais cinq, sa  capacité de mesure s'étendait à dix « heures » au lieu de huit. Il existe un second objet de ce type, plus récent de quelque cinq cents ans : « l'horloge » de Saïs (Musée de Berlin, n° 19743), possédant six marques, et dont la particularité est d'offrir un nom à chaque marque ou « heure » du matin, nom placé sous la protection d'une divinité :
- Ire marque : celle qui se lève
- IIe marque : celle qui guide
- IIIe marque : la protectrice de sa Majesté
- IVe marque : la secrète
- Ve marque : la flamboyante
- VIe marque : celle qui se dresse.

Pour information
les « heures » de l'après-midi sont les suivantes, d'après le plafond de la tombe de Ramsès IV (1143-1136) :
- VIIe : dédiée à Horus, faucon solaire ;
- VIIIe : Khonsou, dieu lunaire ;
- IXe : Isis, épouse et mère ;
- Xe : Heqa, la magie ;
- XIe : Le chargé du câble de remorquage ;
- XIIe : Celui qui assure la sécurité au crépuscule.

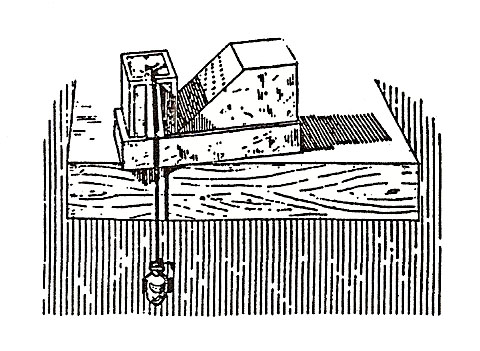
Horloge solaire primitive découverte à El Qantara

### Règle pentée
Il existe d'autres « horloges » d'époque plus tardive, de facture et de type différents, et un peu plus élaborées que les règles de forme allongée à quatre, cinq ou six marques. 
La mieux conservée fut découverte à El Qantara, mesure quelque dix centimètres en longueur et date d'environ -320. Le gnomon est une petite saillie rectangulaire dont l'ombre se projette sur une surface inclinée, surface gravée de sept traits sur lesquels figurent six points de dispositions différentes. Cette surface inclinée est surmontée d'une petite plateforme horizontale sur laquelle sont notés en grec les noms de chaque mois de l'année civile égyptienne. Ce dernier instrument est probablement une horloge solaire - à condition qu'une vérification gnomonique en soit réalisée.   
L'objet devait être posé à plat, horizontalement, à l'aide d'un fil à plomb et sa tête simplement orientée vers le soleil de sorte que l'ombre soit projetée sur la surface inclinée suivant l'axe de l'instrument. La lecture se faisait donc sur le trait correspondant au mois en cours. Sur le trait, figuraient les points des différentes « heures » du jour. Pour une même heure de la journée, le point était donc placé différemment selon que l'on se trouvait au premier mois ou bien au sixième mois de l'année, par exemple. Ceci s'explique par le fait que la longueur de l'ombre projetée varie, la hauteur du Soleil dans le ciel variant elle aussi selon les saisons.
Un instrument sculpté dans le calcaire (Musée égyptien du Caire n° 33401) propose trois pseudo horloges solaires reprenant les principes exposés ci-dessus. L'« heure » était lisible alternativement sur la plateforme supérieure, sur une face inclinée et sur des gradins. Cet instrument, aujourd'hui, semble n'être qu'un modèle pour l'architecture.

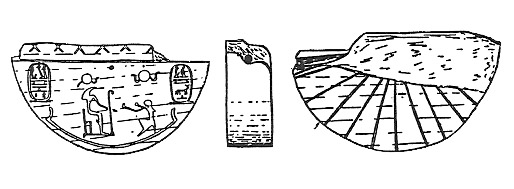
Horloge solaire égyptienne ? (règne de Mérenptah)

Il a été écrit que les égyptiens connaissaient aussi les cadrans solaires verticaux indiquant l'heure par la direction prise par l'ombre projetée… Un tel objet fut découvert à Gezer en Palestine. Il s'agit d'un petit disque en ivoire de sept centimètres de diamètre, et gravé au nom du pharaon Mérenptah. Treize lignes radiales, chaque paire successive formant un angle constant de 15°, étaient à l'origine gravées sur l'une des faces de l'objet. 

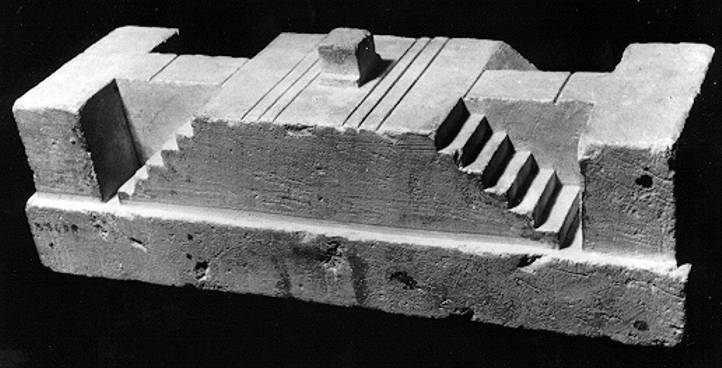
Fausse horloge solaire (Musée égyptien du Caire n° 33401)

## Validité des mesures égyptiennes
Le changement de latitude implique une modification de ces différentes données, le soleil n'ayant pas la même hauteur dans le ciel selon que l'on se situe à Memphis ou à Assouan. L'inconvénient de ces pseudo horloges solaires, faciles à transporter et somme toute élaborées, est qu'elles n'étaient peut-être utilisables que sur leur seul lieu de conception ou sur des lieux de même latitude.
De plus, les graduations linéaires ou radiales figurant sur ces instruments dits de mesure ne pouvaient qu'indiquer des « heures » de durées variables, ne tenant aucun compte (pour certaines d'entre elles) de la date à laquelle s'effectuait la lecture.
L'élaboration de ces pseudo horloges solaires semble donc être le fruit d'une simple observation d'un phénomène naturel : le mouvement d'une ombre durant la journée. La validité de l'interprétation des mesures proposées par ces instruments fut mise en défaut par Ludwig Borchardt. La conception de ces premières pseudo horloges égyptiennes ne suivait donc aucun principe théorique ni mathématique, mais plutôt un certain empirisme, philosophie typiquement égyptienne qui aboutit chez ce peuple, malgré tout, à d'éclatants succès d'ordres techniques.